# Toru Yoshida
Toru Yoshida (吉田 暢, Yoshida Toru, Shiwa, 17 mei 1965) is een Japans voormalig voetballer die als middenvelder speelde.

## Clubcarrière
In 1981 ging Yoshida naar de Morioka Commercial High School, waar hij in het schoolteam voetbalde. Nadat hij in 1984 afstudeerde, ging Yoshida spelen voor Furukawa Electric, de voorloper van JEF United Ichihara. Met deze club werd hij in 1985/86 kampioen van Japan. Yoshida veroverde er in 1986 de JSL Cup. In 11 jaar speelde hij er 126 competitiewedstrijden en scoorde 2 goals. Hij tekende in 1995 bij Brummell Sendai. Yoshida beëindigde zijn spelersloopbaan in 1997.

## Statistieken

### J.League[1]
| Seizoen | Club                | Competitie | J.League | J.League | J.League Cup | J.League Cup | Totaal | Totaal |
| Seizoen | Club                | Competitie | Wed.     | Dlp.     | Wed.         | Dlp.         | Wed.   | Dlp.   |
| ------- | ------------------- | ---------- | -------- | -------- | ------------ | ------------ | ------ | ------ |
| 1992    | JEF United Ichihara | J1 League  | -        | -        | 7            | 0            | 7      | 0      |
| 1993    | JEF United Ichihara | J1 League  | 26       | 0        | 5            | 0            | 31     | 0      |
| 1994    | JEF United Ichihara | J1 League  | 17       | 0        | 2            | 0            | 19     | 0      |
| Totaal  | Totaal              | Totaal     | 43       | 0        | 14           | 0            | 57     | 0      |